# Adidas Grand Prix
L'Adidas Grand Prix, anciennement Reebok Grand Prix, est un ancien meeting international d'athlétisme qui s'est déroulé une fois par an à l'Icahn Stadium de New York de 2010 à 2015. Il figurait au programme de la Ligue de diamant.

## Records

### Records du monde
| Année | Athlète       | Épreuve | Performance    |
| ----- | ------------- | ------- | -------------- |
| 2006  | Meseret Defar | 5 000 m | 14 min 24 s 53 |
| 2008  | Usain Bolt    | 100 m   | 9 s 72         |

### Records du meeting

#### Hommes
| Épreuve           | Record             | Athlète                   | Nationalité | Date         | Réf. |
| ----------------- | ------------------ | ------------------------- | ----------- | ------------ | ---- |
| 100 m             | 9 s 72 (+1.7 m/s)  | Usain Bolt                | Jamaïque    | 31 mai 2008  |      |
| 200 m             | 19 s 58 (+1,3 m/s) | Tyson Gay                 | États-Unis  | 30 mai 2009  |      |
| 400 m             | 44 s 19            | LaShawn Merritt           | États-Unis  | 14 juin 2014 |      |
| 800 m             | 1 min 41 s 74      | David Rudisha             | Kenya       | 9 juin 2012  |      |
| 1 000 m           | 2 min 16 s 94      | Alex Kipchirchir          | Kenya       | 11 juin 2005 |      |
| 1 500 m           | 3 min 33 s 29      | Nicholas Kemboi           | Kenya       | 12 juin 2010 |      |
| Mile              | 3 min 52 s 84      | Alan Webb                 | États-Unis  | 2 juin 2007  |      |
| 3 000 m           | 7 min 39 s 48      | Gebregziabher Gebremariam | Éthiopie    | 11 juin 2005 |      |
| 5 000 m           | 13 min 02 s 90     | Micah Kogo                | Kenya       | 30 mai 2009  |      |
| 110 m haies       | 12 s 92 (+1,5 m/s) | Liu Xiang                 | Chine       | 2 juin 2007  |      |
| 400 m haies       | 47 s 86            | Kerron Clement            | États-Unis  | 12 juin 2010 |      |
| 3 000 m steeple   | 8 min 01 s 85      | Paul Kipsiele Koech       | Kenya       | 31 mai 2008  |      |
| Saut à la perche  | 5,85 m             | Renaud Lavillenie         | France      | 12 juin 2010 |      |
| Saut en hauteur   | 2,42 m             | Bohdan Bondarenko         | Ukraine     | 14 juin 2014 |      |
| Saut en longueur  | 8,33 m (+1.6 m/s)  | Jeff Henderson            | États-Unis  | 14 juin 2014 |      |
| Triple saut       | 17,98 m (+1,2 m/s) | Teddy Tamgho              | France      | 12 juin 2010 |      |
| Lancer du poids   | 21,68 m            | Christian Cantwell        | États-Unis  | 3 juin 2006  |      |
| Lancer du disque  | 68,24 m            | Robert Harting            | Allemagne   | 14 juin 2014 |      |
| Lancer du marteau | 74,01 m            | Kibwe Johnson             | États-Unis  | 11 juin 2005 |      |
| Lancer du javelot | 87,02 m            | Andreas Thorkildsen       | Norvège     | 12 juin 2010 |      |
| 4 × 400 m         | 3 min 04 s 72      | Executive TC              | États-Unis  | 30 mai 2009  |      |

#### Femmes
| Épreuve           | Record             | Athlète                 | Nationalité      | Date         | Réf.  |
| ----------------- | ------------------ | ----------------------- | ---------------- | ------------ | ----- |
| 100 m             | 10 s 91 (+0.9 m/s) | Veronica Campbell-Brown | Jamaïque         | 31 mai 2008  |       |
| 200 m             | 21 s 98 (+1.4 m/s) | Veronica Campbell-Brown | Jamaïque         | 12 juin 2010 |       |
| 400 m             | 49 s 86            | Francena McCorory       | États-Unis       | 13 juin 2015 |       |
| 800 m             | 1 min 57 s 48      | Fantu Magiso            | Éthiopie         | 9 juin 2012  |       |
| 1 500 m           | 4 min 0 s 13       | Abeba Aregawi           | Suède            | 14 juin 2014 |       |
| 3 000 m           | 8 min 33 s 57      | Meseret Defar           | Éthiopie         | 11 juin 2005 |       |
| 5 000 m           | 14 min 24 s 53     | Meseret Defar           | Éthiopie         | 3 juin 2006  |       |
| 100 m haies       | 12 s 45 (+1,7 m/s) | Michelle Perry          | États-Unis       | 11 juin 2005 |       |
| 100 m haies       | 12 s 45 (+1,4 m/s) | Ginnie Powell           | États-Unis       | 2 juin 2007  |       |
| 400 m haies       | 54 s 85            | T'Erea Brown            | États-Unis       | 9 juin 2012  |       |
| 3 000 m steeple   | 9 min 18 s 58      | Sofia Assefa            | Éthiopie         | 14 juin 2014 |       |
| Saut à la perche  | 4,88 m             | Jennifer Suhr           | États-Unis       | 2 juin 2007  |       |
| Saut en hauteur   | 1,97 m             | Ruth Beitia             | Espagne          | 13 juin 2015 | [ 1 ] |
| Saut en hauteur   | 1,97 m             | Blanka Vlašić           | Croatie          | 13 juin 2015 |       |
| Saut en longueur  | 6,92 m             | Christabel Nettey       | Canada           | 13 juin 2015 |       |
| Triple saut       | 14,71 m (-0,9 m/s) | Olga Rypakova           | Kazakhstan       | 9 juin 2012  |       |
| Lancer du poids   | 20,60 m            | Valerie Adams           | Nouvelle-Zélande | 9 juin 2012  |       |
| Lancer du disque  | 68,48 m            | Sandra Perkovic         | Croatie          | 25 mai 2023  |       |
| Lancer du marteau | 66,73 m            | Britney Henry           | États-Unis       | 31 mai 2008  |       |
| Lancer du javelot | 69,35 m            | Sunette Viljoen         | Afrique du Sud   | 9 juin 2012  |       |